# Łańcuchów

Nieoficjalny herb wsi Łańcuchów

Łańcuchów – wieś (dawniej miasto) w Polsce położona w województwie lubelskim, w powiecie łęczyńskim, w gminie Milejów.
Wieś stanowi sołectwo Milejów. Według Narodowego Spisu Powszechnego z roku 2011 wieś liczyła 486 mieszkańców.
Łańcuchów uzyskał lokację miejską w 1519 roku, zdegradowany po 1536 roku. W XVI w. właściciele Łańcuchowa Kuropatwowie byli kalwinami. Spinkowie, nowi właściciele miasta, byli arianami. W latach 1812–1917 Sufczyńscy wybudowali obecny kościół.
Za Królestwa Polskiego istniała gmina Łańcuchów. W latach 1975–1998 administracyjnie należała do ówczesnego województwa lubelskiego.
W Łańcuchowie znajduje się cmentarz parafialny oraz cmentarz wojenny.